# Peristylus wheatleyi
Peristylus wheatleyi är en orkidéart som beskrevs av Phillip James Cribb och Beverley Ann Lewis. Peristylus wheatleyi ingår i släktet Peristylus och familjen orkidéer.
Artens utbredningsområde är Vanuatu. Inga underarter finns listade i Catalogue of Life.